# Plaine de Flandre
Pour les articles homonymes, voir Flandre.

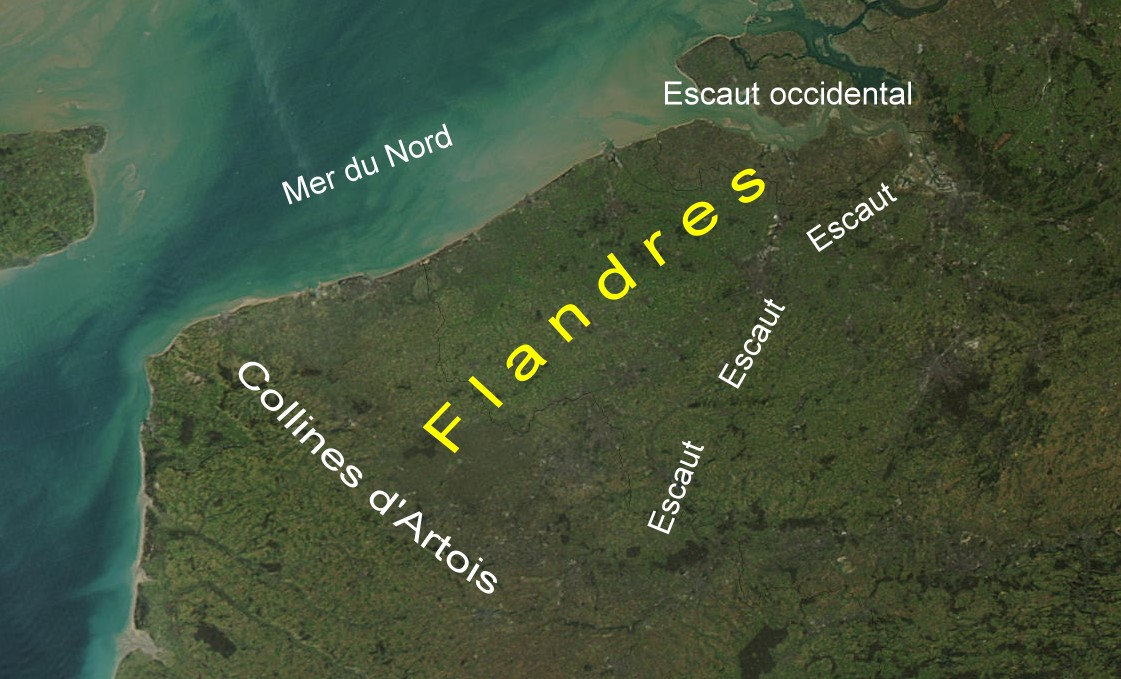
La plaine de Flandre et ses limites naturelles.

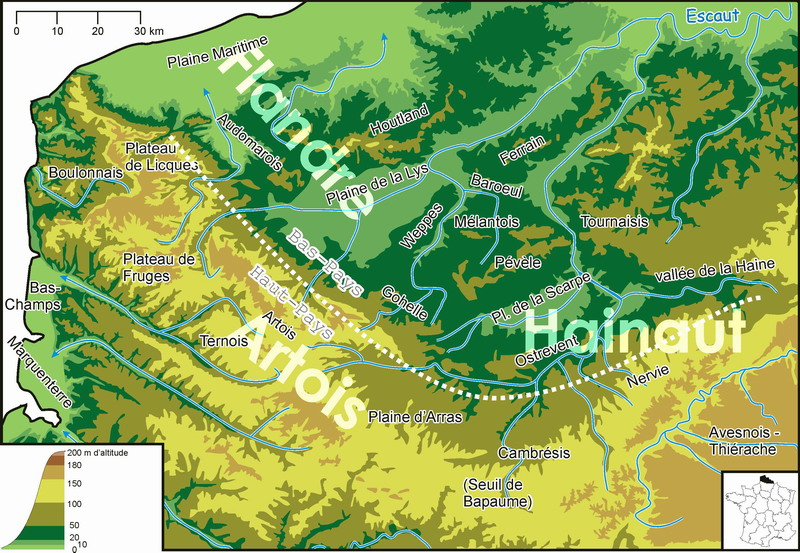
Délimitation approximative occidentale et méridionale de la plaine de Flandre en France (tirés).

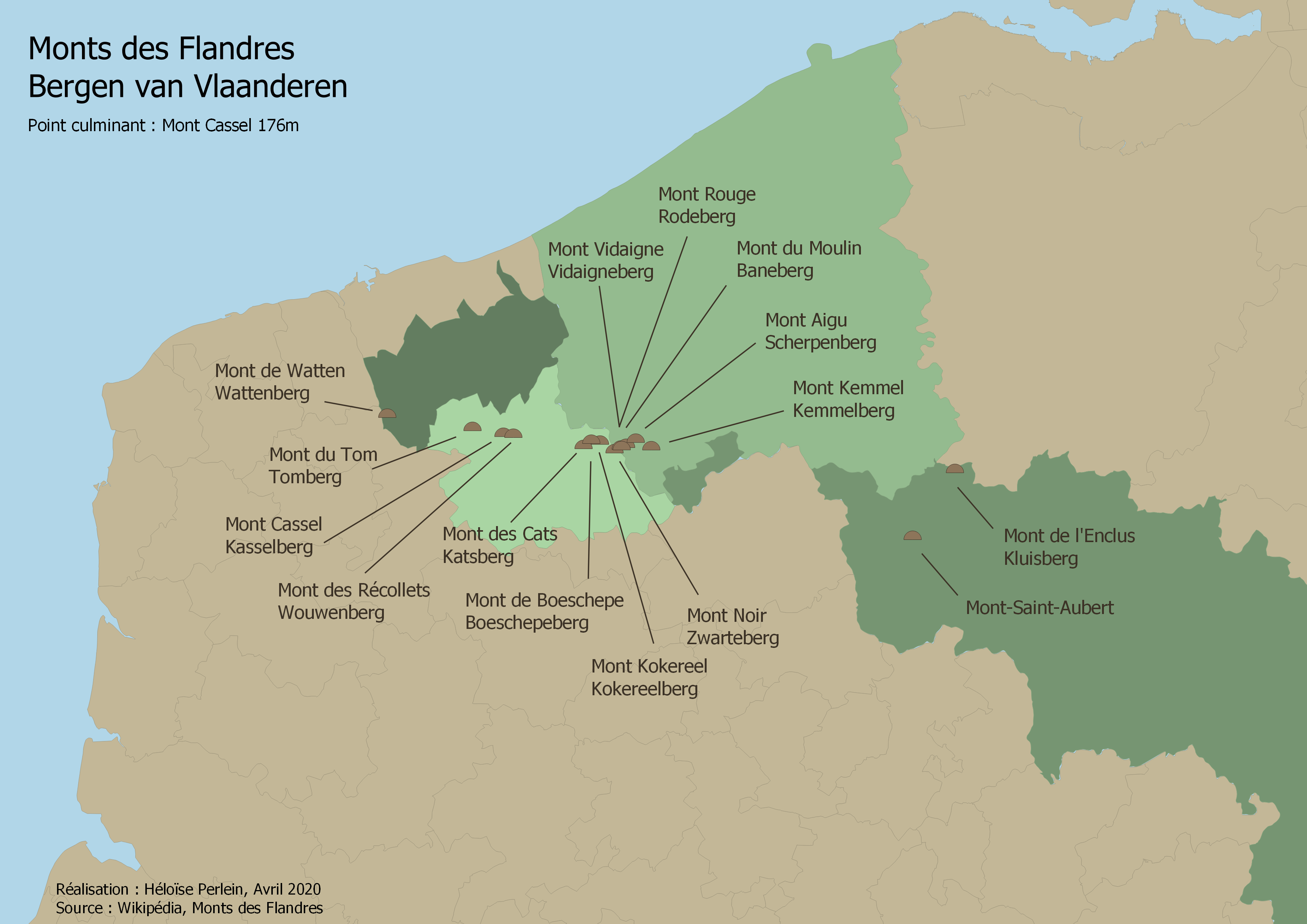
Les seuls reliefs dans la plaine sont des buttes-témoins de sables du Tertiaire, grossièrement orientées W-E et qui ne dépassent pas les 180 m.

Carte géologique simplifiée du NW de la France. Partie occidentale de la grande plaine européenne formée de zones d'épandage proglaciaires après le retrait des glaciers, la plaine de Flandre est limitée par la mer du Nord, au SW par le bombement de l'Artois et au SE par l'Escaut.

La plaine de Flandre ou plaine flamande est une plaine du nord-ouest de l'Europe, située à cheval entre l’extrême nord de la France, le nord-ouest de la Belgique et l’extrême sud-ouest des Pays Bas. Elle constitue la partie la plus occidentale de la plaine d'Europe du Nord. Très peuplée et dotée d'un tissu économique très dense, elle fait également partie de l'Europe rhénane.

## Géographie
Elle est délimitée au sud-ouest par les collines de l'Artois, dont le relief est assez visible du cap Blanc-Nez jusqu'à la côte de Vimy, au sud-est par le cours du fleuve Escaut et au nord par la mer du Nord et l'estuaire de l'Escaut. 
La limite la plus méridionale de la plaine est moins claire. Il n'y a pas de limite naturelle avec la partie orientale du plateau de l'Artois (la plaine d'Arras). Plus à l'est, la vallée de la Sensée formerait la limite avec le bas plateau du Cambrésis (qui n'est que la continuité de la plaine d'Arras). Ces bas plateaux s’élèvent progressivement vers le sud, et le relief n'y est pas plus marqué que dans la plaine de Flandre. On peut aussi considérer la limite au niveau du seuil de Bapaume plus au sud, qui n'est pas perceptible dans le paysage. C'est à cet endroit que passent de nombreux axes de communication importants (autoroutes A1, A2 et A26, LGV Nord, Ligne de Paris-Nord à Lille, canal du Nord et futur canal Seine-Nord-Europe) qui relient le Bassin parisien avec la plaine de Flandre, et au delà avec l'Europe septentrionale (Angleterre, Belgique, Pays-Bas, une partie de l'Allemagne).
Cette plaine présente une géomorphologie assez variée et n'est pas entièrement plane. Elle est composée de plusieurs unités géologiques et paysagères juxtaposées. Quelques chaines de collines datant du Tertiaire, de hauteur toutefois très modeste, s'étendent au sein de la plaine et créent quelques reliefs ondulés et parfois vallonnés, notamment les monts de Flandre dans le Houtland, mais aussi la Pévèle, ou même le Barœul et le Ferrain dans l’agglomération lilloise. Dans ces zones le sous-sol est constitué en partie par la clyte, autre nom de l'argile des Flandres datant de l'Yprésien, mais aussi de sable et de grès. De vastes zones très basses parfaitement planes sont aussi présentes, notamment la Plaine maritime flamande, composée de divers alluvions marins récents, mais aussi la plaine de la Lys et la plaine de la Scarpe qui sont quant à elles des plaines alluviales intérieures très élargies. Enfin on peut noter la présence de quelques bas plateaux crayeux du Crétacé qui se distinguent à peine des basses plaines environnantes : le Mélantois, la Gohelle et l'Ostrevant.
L'ancien comté de Flandre recouvrait une grande partie de la plaine de Flandre mais pas la totalité.

## Principales agglomérations
Les principales agglomérations se situant entièrement ou partiellement (cas des villes de l'Escaut) dans la plaine de Flandre sont :
- Calais (France, département du Pas-de-Calais) ;
- Saint-Omer (France, département du Pas-de-Calais) ;
- Dunkerque (France, département du Nord, Flandre flamingante) ;
- Armentières, (France, département du Nord, Flandre romane) ;
- Lille (France, département du Nord, Flandre romane) ;
- Béthune (France, département du Pas-de-Calais) ;
- Lens (France, département du Pas-de-Calais) ;
- Douai (France, département du Nord, Flandre romane) ;
- Valenciennes (France, département du Nord) ;
- Tournai (Belgique, Région wallonne, province de Hainaut, Flandre romane) ;
- Courtrai (Belgique, Région flamande, province de Flandre-Occidentale) ;
- Bruges (Belgique, Région flamande, province de Flandre-Occidentale) ;
- Roulers (Belgique, Région flamande, province de Flandre-Occidentale) ;
- Ostende (Belgique, Région flamande, province de Flandre-Occidentale) ;
- Audenarde (Belgique, Région flamande, province de Flandre-Orientale) ;
- Gand (Belgique, Région flamande, province de Flandre-Orientale) ;
- Saint-Nicolas (Belgique, Région flamande, province de Flandre-Orientale) ;
- Anvers (Belgique, Région flamande, province d'Anvers) ;
- Terneuse (Pays-Bas, province de Zélande, Flandre zélandaise).